# Adio (peuple)
Ne doit pas être confondu avec Adio.

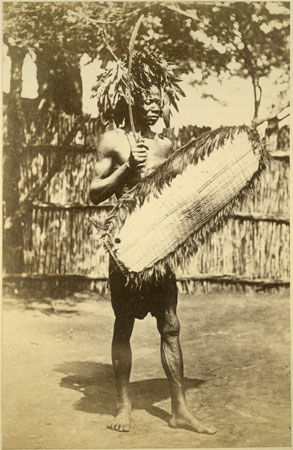
Guerrier Makaraka photographié par Richard Buchta vers 1879.

Les Adio (ou Makaraka) sont une population d'Afrique de l'Est vivant au Soudan du Sud. Elle ne compte plus que quelques centaines d'individus.

## Ethnonymie
L'endonyme est « Adio », dont le singulier est « Dio », qui est aussi le nom du dialecte qui leur a parfois été attribué. « Iddio » a également été employé.
« Makaraka », plus courant dans la littérature coloniale – le terme signifierait « cannibales » –, est un exonyme dont on rencontre de nombreuses variantes : Kakaraka, Makaraka, Makarakah, Makarka, Makharaka, Makkaraka, Makraka, Makrakka, Makrakra.

## Histoire
À l'origine ils faisaient partie du grand groupe des Zandé (que l'on a désignés parfois sous le nom de « Makaraka », prenant la partie pour le tout), mais la politique expansionniste menée par le roi Gbudwe (en) (vers 1825-1905) pendant plusieurs décennies a rebattu les cartes dans la région et les Adio s'en sont détachés, réduits à une minorité hybride.
L'explorateur et photographe autrichien Richard Buchta se rend chez les Adio en 1879. Il passe quelque temps avec eux et laisse de nombreux clichés.

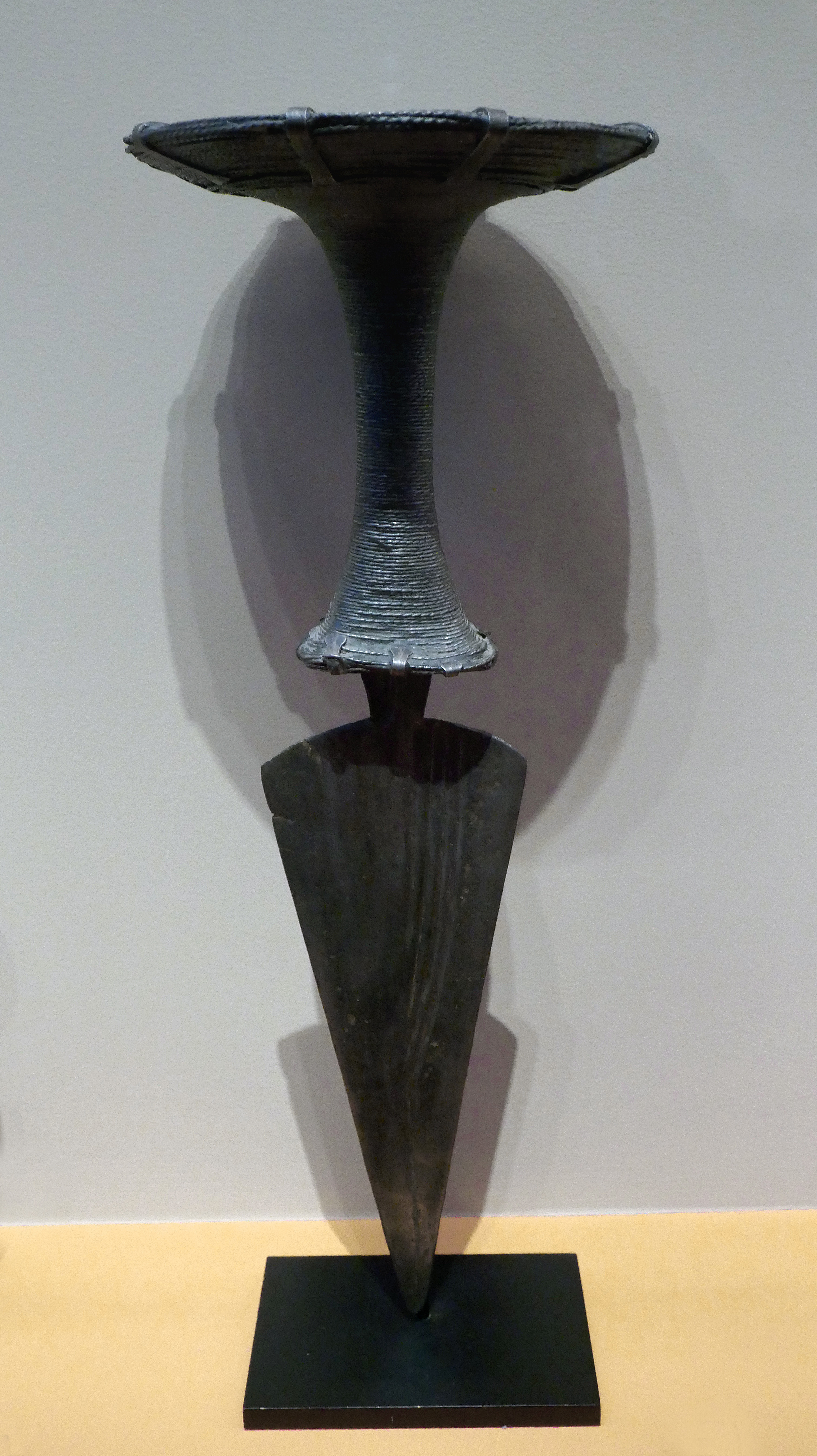
Couteau en fer de la fin du XIXe siècle.

## Population
Les Adio vivent principalement dans le comté de Yei (Équatoria-Central), le long de la route reliant Yei à Maridi.
Ils pratiquent une agriculture de subsistance (manioc, mil, maïs, sorgho, haricots et patates douces).
Leur nombre a décliné car ils vivent dans une région très touchée par la maladie du sommeil, à tel point qu'on a pu les considérer comme une population en voie de disparition. Ils ne seraient plus que quelques centaines. Beaucoup ont émigré vers les villes où leurs élites se sont assimilées aux locuteurs du bari.

## Langue
Peu nombreux, les Adio n'ont pas (plus ?) de langue propre. Ceux qui vivent à proximité des Kakwa parlent le kakwa, une langue nilotique orientale ; ceux qui sont proches des Mundu (en) parlent le mundu, une langue oubanguienne.